# Becquerel
 Denne artikel omhandler en måleenhed for radioaktivitet. Opslagsordet har også en anden betydning, se Becquerel (månekrater).
Becquerel (symbol Bq) er enheden for (radio)aktivitet inden for SI-systemet. Den er opkaldt efter fysikeren Henri Becquerel.
1 Bq svarer til ét radioaktivt henfald pr. sekund (i gennemsnit), og den formelle definition på becquerel er derfor
1 Bq = 1 s-1
Bemærk at enheden hertz også er defineret som 1 s−1, men de to enheder bruges i forskellige situationer. Mens hertz (antal cyklusser eller svingninger pr. sekund) bruges til angivelsen af frekvensen af regelmæssigt tilbagevendende fænomener (fx bølger), bruges becquerel (gennemsnitligt antal henfald pr. sekund) kun i sammenhæng med radioaktivitet.
Aktiviteten af 1 gram radium er 37 GBq, og dette blev tidligere brugt til at definere enheden curie (Ci) for aktivitet. Der gælder altså
1 Ci = 37 GBq = 37 · 109 Bq